# St. Willibrord (Waldweiler)
Koordinaten: 49° 36′ 48,4″ N, 6° 47′ 55″ O

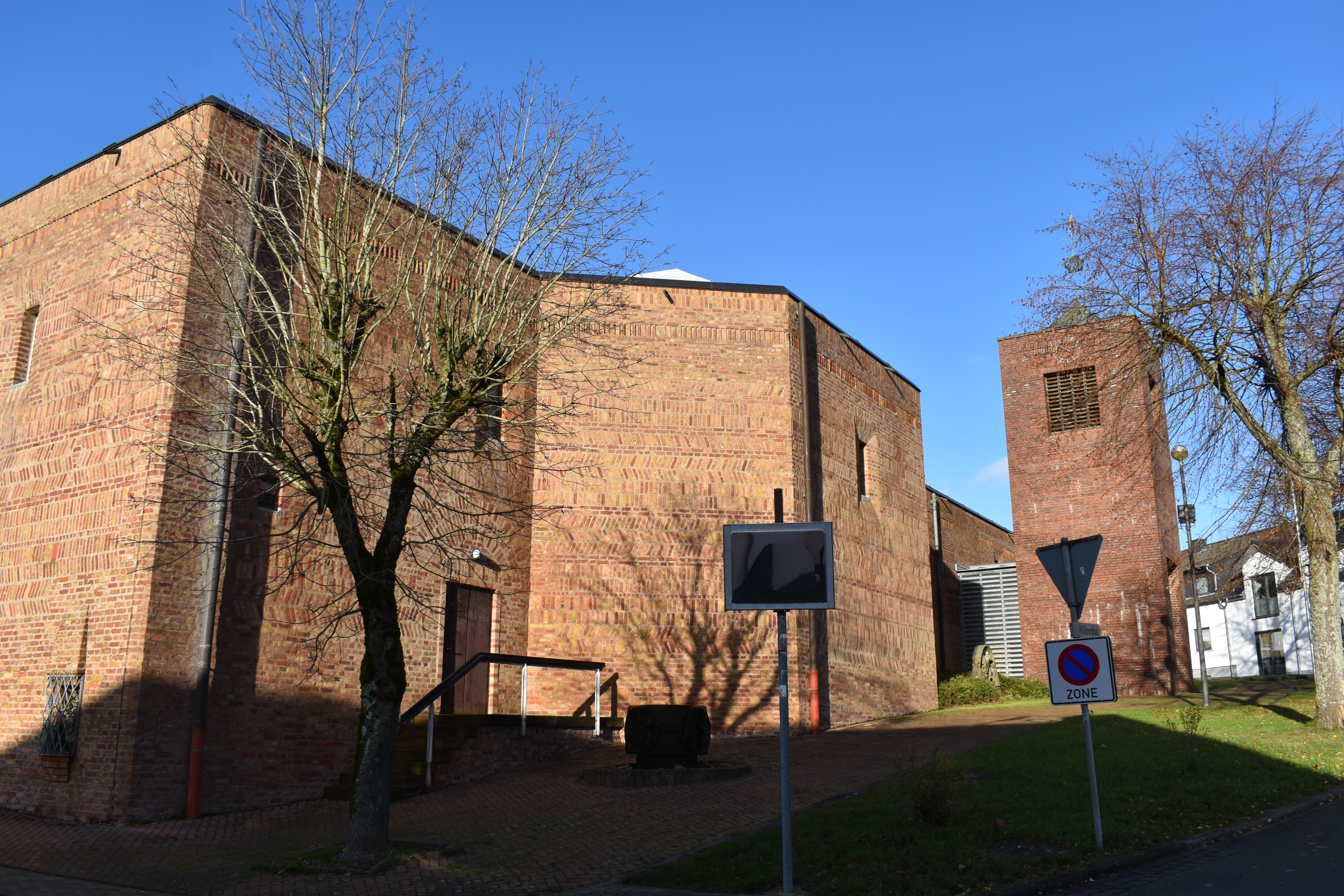
Kirche St. Willibrord

St. Willibrord ist eine römisch-katholische Kirche in der Ortsgemeinde Waldweiler im Landkreis Trier-Saarburg in Rheinland-Pfalz. Sie gehört seit 2025 zur Pfarrei Herz Jesu im Hochwald im Pastoralen Raum Hermeskeil des Bistums Trier.
Die Kirche trägt das Patrozinium St. Willibrord und befindet sich unter der Anschrift Hauptstraße 9, 54429 Waldweiler.
Sie wurde in den Jahren 1969 bis 1973 nach Plänen des Architekten Heinz Bienefeld als Ziegelbau auf einem vieleckigen Grundriss errichtet. Der gotische Chor der Vorgängerkirche wurde beim Neubau integriert. Die Kirche wurde im Jahr 1977 mit dem Preis für vorbildliches Bauen in Rheinland-Pfalz ausgezeichnet.
Wegen ihrer Größe und Akustik wird die Kirche häufig auch für Konzerte genutzt.

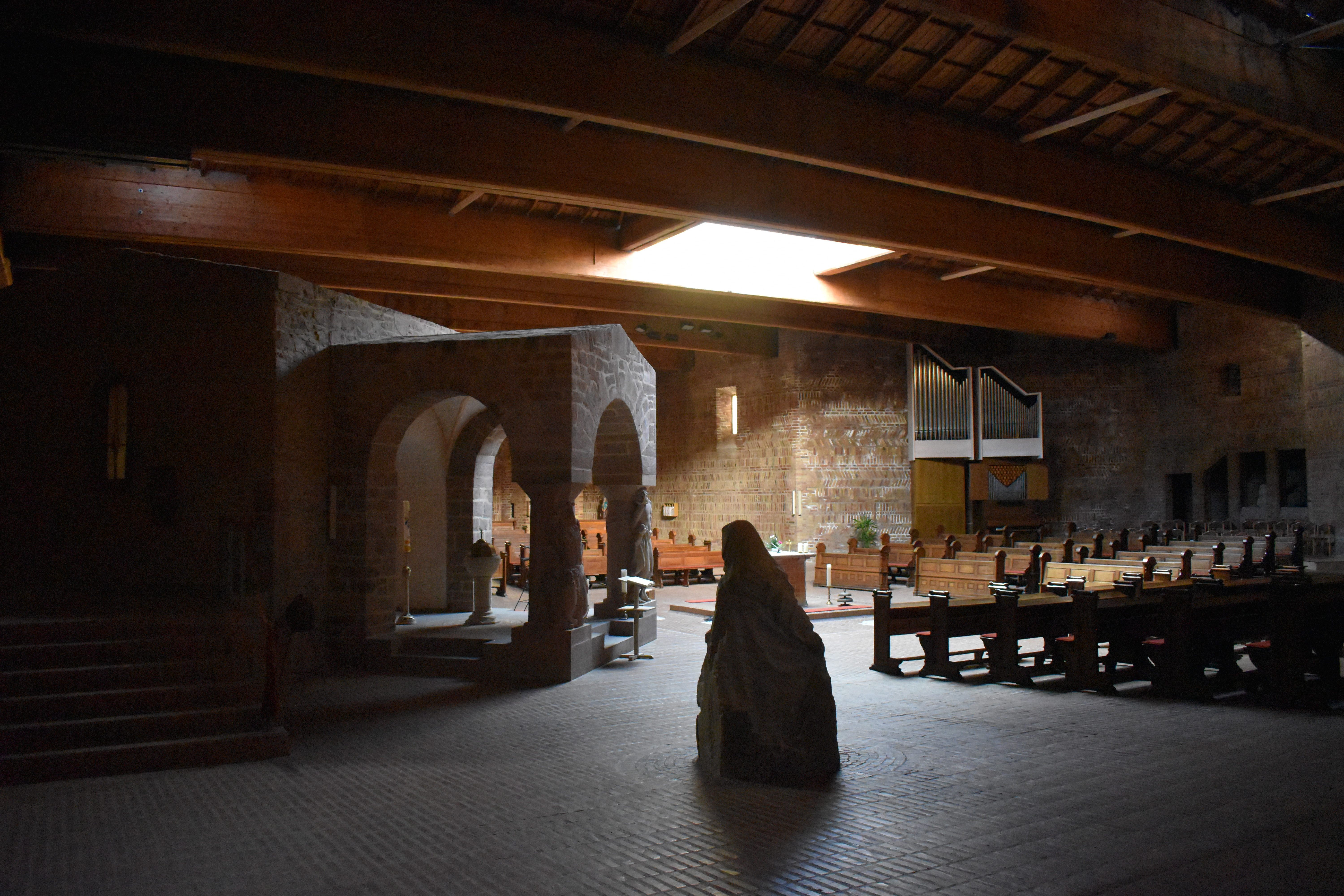
Innenansicht
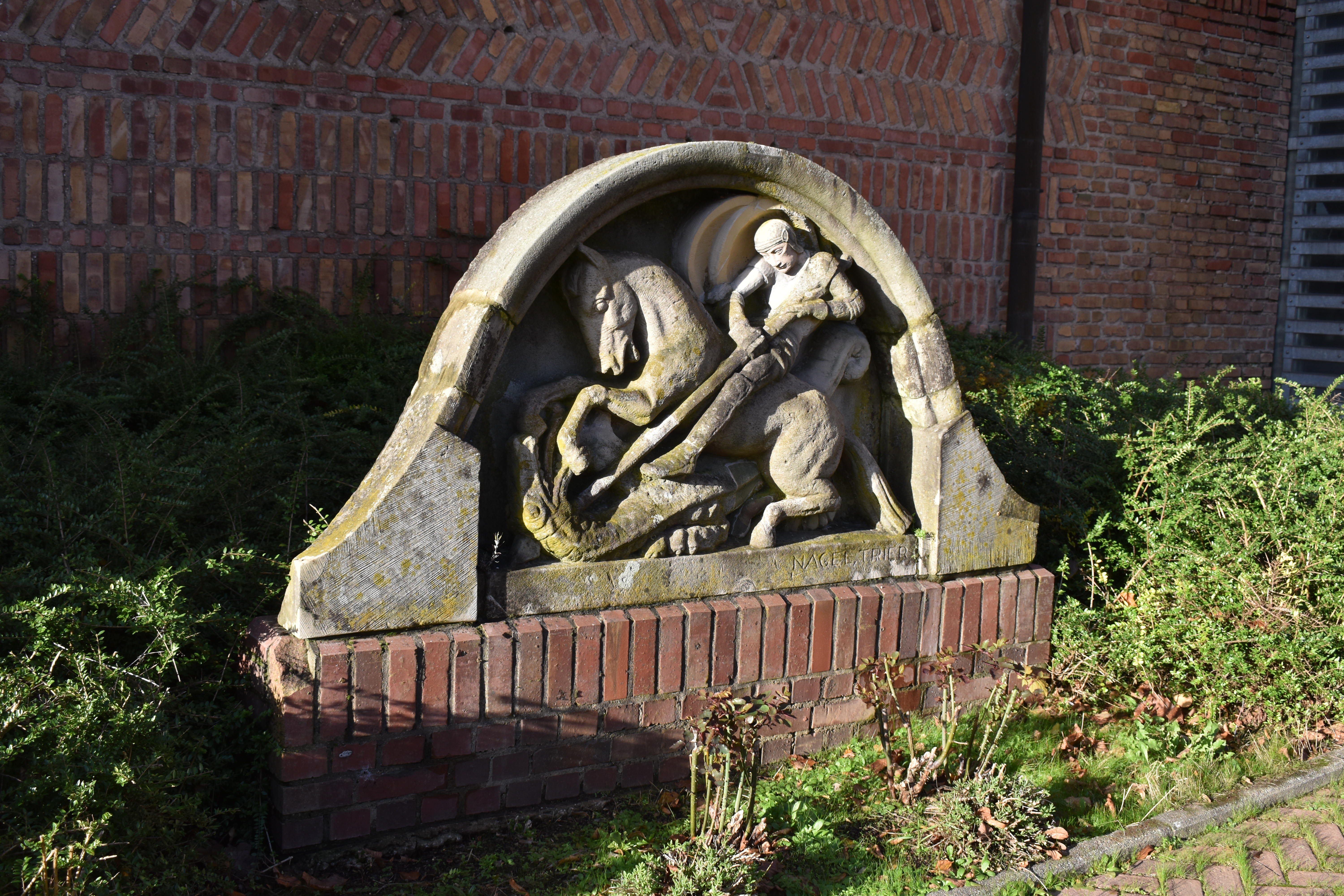
Relief Georgs des Drachentöters
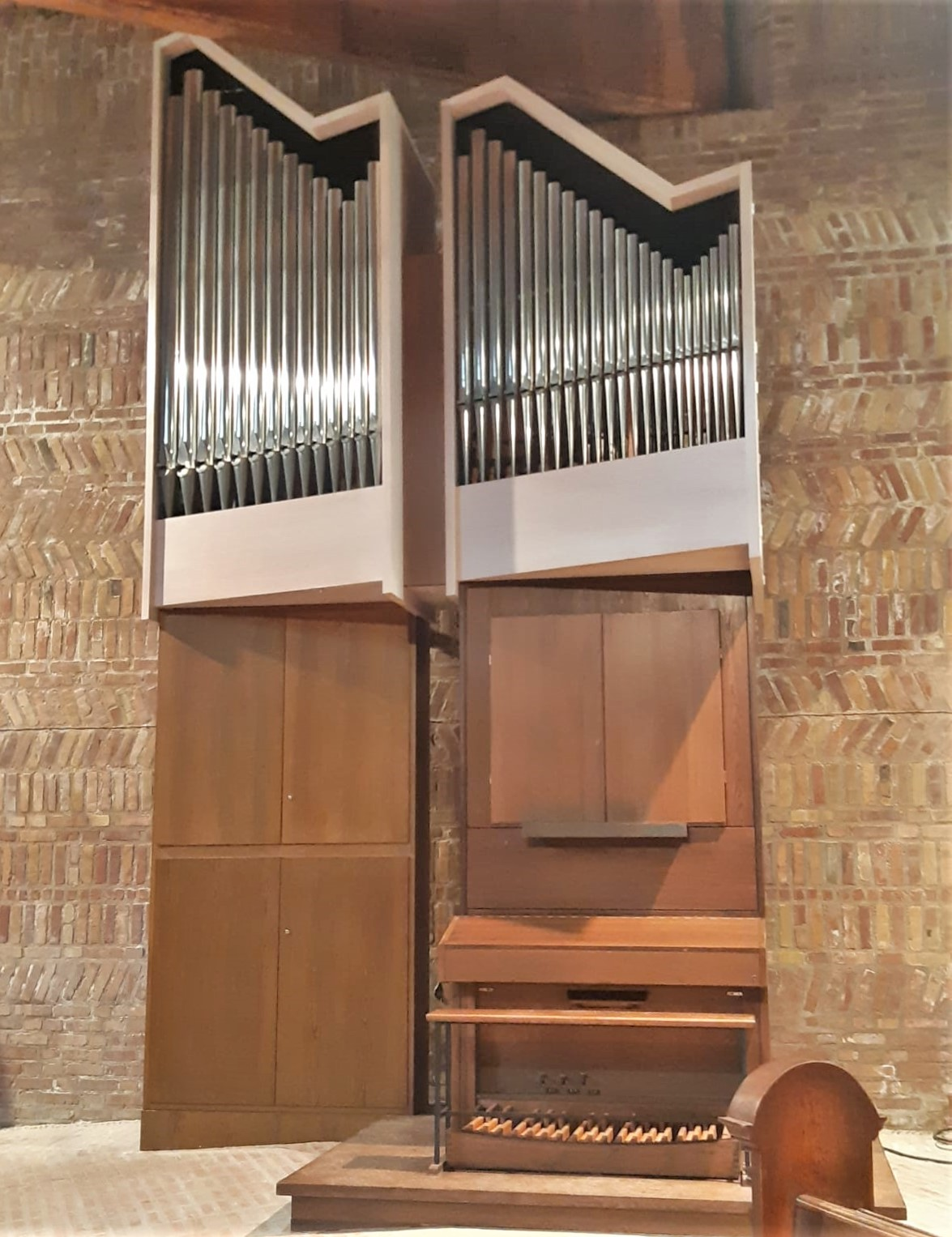
Orgel